# Cédric Sorhaindo
Cédric Sorhaindo (La Trinité, 7 giugno 1984) è un pallamanista francese, pivot del Beşiktaş.

## Carriera
Sorhaindo iniziato a giocare a pallamano a Trinité Gauloise 15 anni. Più tardi nel corso dell'anno 2001, entrò a far parte di Noyant Angers e 20 anni da quando è entrato la squadra della capitale francese, Parigi Handball. Ci ha sviluppato la maggior parte della sua carriera, vincendo la Coppa di Francia nel corso dell'anno 2007. All'inizio della stagione, 2005-2006, ha debuttato nella EHF Champions League , e qualificato per il secondo turno della SG Flensburg Handewitt, ma sono stati eliminati dal THW Kiel. Nella sua prima esperienza in Europa, ha segnato 24 gol, essendo il suo match contro Kiel suo meglio, con un segno di 5 gol. Da lì, è cresciuto, fino alla stagione 2008-2009, è stato selezionato come il miglior pivot e il miglior difensore della Lega francese, ma la sua squadra è scesa in seconda divisione. Durante quella stagione, è stato scelto come il sostituto di Bertrand Gille per la squadra nazionale francese, e ha vinto la Coppa del Mondo nel 2009 in Croazia, battendo la nazione ospitante per 24-19 con 2 gol di 4 prove di Cédric.
A metà della stagione 2009-2010, ha firmato per Toulouse Handball, e dopo la stagione, entra a far parte del FC Barcelona Intersport, in sostituzione di Ruben Garabaya. Così, è diventato il secondo giocatore di gioco francese FC Barcelona, il primo era il suo compagno di squadra Jérôme Fernandez. Alla fine della stagione 2011-2012, terminata con 39 gol in 27 partite ASOBAL League, che ha aiutato il club per ottenere lo scudetto. Il 2 maggio del 2012, ha rinnovato il suo contratto con Siarhei Rutenka e Dani Sarmiento. La sua prima partita con la squadra nella stagione 2012-2013 era contro BM Atletico Madrid nella Supercoppa di Spagna. FC Barcelona ha vinto la finale 31-34 con 1 obiettivo di rendere il loro primo Super Sorhaindo. Nel debutto in campionato, il club vinto da 26-19 a Helvetia Anaitasuna con 5 gol di 5 tentativi Sorhaindo che, nonostante non Partendo è stato il secondo miglior realizzatore dietro Barca Victor Thomas.